# 482
482 (CDLXXXII) fue un año común comenzado en viernes del calendario juliano, en vigor en aquella fecha.
En el Imperio romano, el año fue nombrado el del consulado de Severino e Illio, o menos comúnmente, como el 1235 Ab urbe condita, adquiriendo su denominación como 482 a principios de la Edad Media, al establecerse el anno Domini.

## Acontecimientos
- El emperador bizantino Zenón emite el Henotikon, un intento de reconciliar las diferencias entre los partidarios de la fe calcedonia y los del monofisismo.
- China: Qi Gao Di se convierte en gobernante de la dinastía Qi meridional.

## Nacimientos
- Justiniano I: emperador del Imperio bizantino.